# Peralejos de Arriba
Peralejos de Arriba és un municipi de la província de Salamanca a la comunitat autònoma de Castella i Lleó. Limita al Nord amb Villarmuerto i Espadaña, a l'Est i Sud amb Cipérez, al Sud-oest amb Pozos de Hinojo i a l'Oest amb Peralejos de Abajo.

## Demografia
| 1991 | 1996 | 2001 | 2004 |
| ---- | ---- | ---- | ---- |
| 85   | 76   | 64   | 62   |